# Cytherella mejanguerensis
Cytherella mejanguerensis is een mosselkreeftjessoort uit de familie van de Cytherellidae. De wetenschappelijke naam van de soort is voor het eerst geldig gepubliceerd in 1959 door Hartmann.